# 780 Armenia
780 Armenia eller 1914 UC är en stor asteroid i huvudbältet, som upptäcktes den 25 januari 1914 av den ryske astronomen Grigorij N. Neujmin vid Simeiz-observatoriet på Krim. Den har fått sitt namn efter det asiatiska landet Armenien.
Asteroiden har en diameter på ungefär 126 kilometer.